# 吴明熹
吴明熹（1936年12月—），男，辽宁人，中华人民共和国政治人物，曾任中国致公党中央委员会秘书长、副主席，全国政协常委兼副秘书长。